# Imazzalen
 (mars 2024).
La mise en forme du texte ne suit pas les recommandations de Wikipédia : il faut le « wikifier ».
Les points d'amélioration suivants sont les cas les plus fréquents :
- Les titres sont pré-formatés par le logiciel. Ils ne sont ni en capitales, ni en gras.
- Le texte ne doit pas être écrit en capitales (les noms de famille non plus), ni en gras, ni en italique, ni en « petit »…
- Le gras n'est utilisé que pour surligner le titre de l'article dans l'introduction, une seule fois.
- L'italique est rarement utilisé : mots en langue étrangère, titres d'œuvres, noms de bateaux, etc.
- Les citations ne sont pas en italique mais en corps de texte normal. Elles sont entourées par des guillemets français : « et ».
- Les listes à puces sont à éviter, des paragraphes rédigés étant largement préférés. Les tableaux sont à réserver à la présentation de données structurées (résultats, etc.).
- Les appels de note de bas de page (petits chiffres en exposant, introduits par l'outil «  Source ») sont à placer entre la fin de phrase et le point final[comme ça].
- Les liens internes (vers d'autres articles de Wikipédia) sont à choisir avec parcimonie. Créez des liens vers des articles approfondissant le sujet. Les termes génériques sans rapport avec le sujet sont à éviter, ainsi que les répétitions de liens vers un même terme.
- Les liens externes sont à placer uniquement dans une section « Liens externes », à la fin de l'article. Ces liens sont à choisir avec parcimonie suivant les règles définies. Si un lien sert de source à l'article, son insertion dans le texte est à faire par les notes de bas de page.
- La présentation des références doit suivre les conventions bibliographiques. Il est recommandé d'utiliser les modèles {{Ouvrage}}, {{Chapitre}}, {{Article}}, {{Lien web}} et/ou {{Bibliographie}}. Le mode d'édition visuel peut mettre en forme automatiquement les références.
- Insérer une infobox (cadre d'informations à droite) n'est pas obligatoire pour parachever la mise en page.

Pour une aide détaillée, merci de consulter Aide:Wikification.
Si vous pensez que ces points ont été résolus, vous pouvez retirer ce bandeau et améliorer la mise en forme d'un autre article.
Imazzalen (arabe : إِمَازَّالْنْ) est un groupe musical Marocain de style "Tzenzart" fondé en 2005 à Dcheira, en banlieue d’Agadir, une ville connue comme la capitale des musiciens depuis l'époque des Rwayss tels que feu Mohamed Albenssir, Une cité festive, où l'effervescence règne, marquée par une vie vibrante et des festivités fréquentes, ce qui a facilité l'émergence du groupe musical Imazzalen.
Leur source d'inspiration provient du groupe légendaire et mythique d'Izenzaren, ainsi que de Nass El Ghiwane. le trio fondateur d'Imazzalen se compose de Moha Eladli, Rachid Abbassi et Rachid Bassam.

## Présentation
Le nom "Imazzalen" ou les Imazzalen ( un nom pluriel) tire ses racines de la langue et le patrimoine Amazigh, ayant deux sens le premier signifie "Les « l’intermédiaire », un Amazzal ( nom singulier) est celui qui a un rôle actif dans sa société ou au sein de sa famille le père dans la famille amazighe s’appelle aussi Amazzal N’tgemmi c’est-à-dire que le père est le gagne-pain de la famille ou le pourvoyeur qui leur fournit tous les besoins quotidien nécessaires, d’autre part dans la société l’Amazzal à une dimension humanitaire, c’est le bénévole, le philanthrope qui milite pour le bien être des autres, ce que l’on appelle à nos jours l’associatif.
Deuxièmement, Amazzal fait référence à ceux qui s'occupent de la distribution de l'eau par tranche horaire, en français appelé « Aiguadier » l’employé d’eau, un métier traditionnel, résistant encore malgré la sècheresse, on le voit surtout quand l’année est prospère, ce mot reflète un rôle organisationnel important qui n’est pas loin du sens traditionnel Amazigh du mot, et ce métier on peut le trouver à nos jours dans la région du Souss spécialement à Tafraout et dans la vallée de Drâa.
C’est pour ces dimensions humanitaire que le groupe a choisi cette appellation à leur groupe car ils veulent êtres les intermédiaires entre le patrimoine, la culture et le public par le biais de leurs instruments musicaux qui leur servent de canal en chantant pour paix et la fraternité.
L'approche d'Imazzalen est de travailler sur la production sur scène plutôt que de produire d'albums , expliquant ainsi pourquoi le groupe a privilégié les collaborations avec d'autres artistes plutôt que de produire de nombreux albums. En 2012, le groupe a sorti le single "Anzar", une fusion de Taznzart et de Rap, suivi de l'EP "SOUSS SYSTEM" en collaboration avec le groupe français « les frères Jackfruit », sorti en 2023.
Imazzalen se distingue en tant que groupe résistant dans le style de « Taznzart », caractérisé par l'esprit du groupe, le conformisme et la préservation du patrimoine. Le groupe adopte une nouvelle approche de la musique Tazenzart en rénovant dans la forme comme les instruments en rajoutant des instruments comme le Bouzouki, et le Djambé au Guembri, le Bendir, le Tam-tam, Qraqeb, orchestrés par le Banjo adapté aux gammes pentatoniques amazigh du Souss et le quart de ton en rajoutant une dimension Africaine à leur style qui repose sur la parole engagée, défendant les droits humains et culturels, et préservant l'identité de l'homme amazigh. Imazzalen continue sur cette voie avec leur dernier album « Igoudar », centré sur le thème de l'éducation et la préservation du patrimoine des greniers collectifs du Maroc écrit casiment par Rachid Abbassi un des piliers du groupe.
La chanson phare du groupe est intitulée "Afllah" (l'agriculteur), fruit de la contribution collaborative de plusieurs membres du groupe. Elle aborde de manière poétique le thème de la sécheresse et ses conséquences psychologiques sur les agriculteurs elle : « Iggoul oufellah oursar ikerz » c’est-à-dire face à la sécheresse tenace, l'agriculteur a tranché net en décidant de ne plus cultiver ses terres sans oublier le rythme employé dans cette chanson qui est un rythme traditionnel Marocain appelé "Tasskiwin".
En termes de textes, le groupe a déjà interprété des chansons dédiées au poète Amazigh et au leader du groupe, "Elmjadil" Hassan Benjari, tels que "Tamzla", "Zayd oukan", et "Lemterd". Il est à noter que le groupe compte sur ses propres paroliers tels que Rachid Bassam et Rachid Abbassi, ce dernier étant reconnu par le groupe comme le parolier officiel en raison de la qualité de ses textes., Abbassi a écrit les textes de l’album Igoudar comme Tafoukt Il a réussi à réunir ses poèmes au sein d'un ouvrage baptisé "Asslal N tirra". Ce recueil englobe des revues de presse, des photographies et des témoignages d'acteurs majeurs de l'art musical dans le sud du Maroc, tout en intégrant les poésies interprétées par d'autres artistes tels que le groupe Tawssna.
Imazzalen a participé au festival Klaver Fabrikken au Danemark le 21 janvier 2016,, suivi du festival Global Copenhagen le 22 janvier 2016. Le nom du groupe a été inscrit dans un annuaire des acteurs engagés dans la préservation du patrimoine culturel, dans le cadre d'un programme soutenu par l'UNESCO. En 2009, le groupe a sorti son premier single intitulé « Afra » suivi de son premier album « Tamzla » (la flamme).

## Discographie
- 2009 : Single Afra
- 2009 : Album Tamzla
- 2010 : Single Remix Lemterd by DJ B*indi
- 2012 : Single Anzar
- 2021 : Single Amazigh 303 (Musique de Fëte, Vol. 1)
- 2022 : Single Tamagit Dub  Les Frères Jackfruit, Imazzalen
- Mars 2023 :Album Souss System  Les Frères Jackfruit, Imazzalen
- Juin 2023 : Single Amazigh 303 (Extended Version) (Musique de Fëte, Vol. 1)

## Filmographie
- 2010 : Contribution à la bande sonore du film pédagogique "Le Médaillon de Sarah[16]" du Club audiovisuel Attaraji realisé par Yonnel Becognée